# Poecilochaetidae
Famille
Les Poecilochaetidae sont une famille de vers annélides polychètes sédentaires de l'ordre des Spionida. Les annélides sont des animaux protostomiens métamérisés vermiformes. 

## Liste des genres
Selon World Register of Marine Species (6 janvier 2019) :
- genre Poecilochaetus Claparède in Ehlers, 1875

## Publication originale
- Hannerz, 1956 : Larval development of the polychaete families Spionidae Sars, Disomidae Mesnil, and Poecilochaetidae n. fam. in the Gullmar Fjord (Sweden). Zoologiska bidrag från Uppsala, vol. 33, pp. 1-204.